# Гладкое (Черниговская область)
Гладкое (укр. Гладке) — село в Козелецком районе Черниговской области Украины. Население 453 человека. Занимает площадь 1,822 км². Село Сморшки (ранее Сморжки, Сморчковый хутор) вошло в село Гладкое.
Код КОАТУУ: 7422087703. Почтовый индекс: 17051. Телефонный код: +380 4646.

## Власть
Орган местного самоуправления — Патютынский сельский совет. Почтовый адрес: 17051, Черниговская обл., Козелецкий р-н, с. Патюты, ул. Мартыненко, 29.